# Аль-Касім аль-Мансур
Аль-Мансур аль-Касім аль-Іяні (араб. القاسم بن علي العياني; 922 або 928 – 11 липня 1003) – єменський імам держави зейдитів.

## Життєпис
Був нащадком засновника династії Рассідів. Упродовж багатьох десятиліть єменські зейдити відвідували його та прохали втрутитись у ситуацію на єменському високогір'ї. 993 року аль-Касім все ж проголосив імамат у Тіхамі, але його рух зазнав поразки від правителя Мекки наступного року. Утім, він мав прихильність з боку Фатімідського халіфа.
998 року Аль-Касім вторгся до Ємену та захопив Сааду, традиційну столицю зейдитів. Згодом він повернувся на північ, а його влада в Ємені одразу ж була повалена. Після цього він повернувся знову (999). Того разу він зміг поширити свою владу на досить значні території, однак не зміг отримати вихід до моря. Він закликав деякі племена до служби у війську.
Все ж його позиції були досить нестійкими, оскільки інші Рассіди стверджували свою владу над зейдитським суспільством. Після невдалих спроб підкорити деякі клани у Наджрані він стикнувся з опором колишнього імама Юсуфа ад-Даї. До того ж повстав губернатор Дамара, аз-Зайді, який взяв у полон сина імама Джафара. Примирення відбулось 1002 року. Аз-Зайді запропонував аль-Касіму аль-Мансуру зберегти владу у певних регіонах, однак той вирішив відмовитись від імамату взагалі.